# Mat Rogers
Mathew Steven Rogers (Sydney, 1º febbraio 1976) è un ex rugbista a 13 e a 15 australiano, internazionale in entrambe le discipline; campione del mondo di rugby a 13 nel 2000, prese parte alla Coppa del Mondo di rugby 2003 nel rugby a 15. Militante nel Cronulla e nei Golden Coast Titans nel XIII, vanta cinque stagioni di militanza nel Super Rugby nelle file dei Waratahs. Utility back, le sue posizioni preferite nel XIII erano estremo, centro e ala, mentre nel XV, oltre alle citate, giocò anche come mediano d'apertura.

## Biografia
Nato a Sydney, figlio di Steve Rogers, noto professionista del rugby a 13, Mat Rogers crebbe a Gold Coast, nel Queensland, e studiò nella locale Soutporth School, dove praticò entrambi i codici del rugby; nel XV fu anche selezionato per le giovanili scolastiche australiane.
Nel 1995, a 19 anni, si orientò al rugby a 13 e divenne professionista nelle file del Cronulla-Sutherland Sharks, formazione del Nuovo Galles del Sud, con la quale si aggiudicò due volte il trofeo di primo classificato della stagione regolare della National Rugby League, pur senza poi vincere i playoff e il titolo nazionale; in sette stagioni agli Sharks marcò più di 1.100 punti e rappresentò sia il Queensland che l'Australia, quest'ultima alla Coppa del Mondo di rugby a 13 del 2000, vinta in Gran Bretagna in finale contro la Nuova Zelanda.
Nel 2001 Rogers optò per il passaggio al rugby a 15 e firmò un ingaggio per la franchise di Super Rugby dei Waratahs, di Sydney a partire dal Super 12 2002; sempre nel 2002 esordì negli Wallabies a Melbourne contro la Francia e, l'anno successivo, fu selezionato tra i giocatori che presero parte alla Coppa del Mondo di rugby 2003; nel corso di tale competizione Rogers stabilì il record, tuttora insuperato, di internazionale australiano autore del maggior numero di punti in un singolo incontro: avvenne nella fase a gironi contro la Namibia, nel corso della vittoria per 142-0, in cui Rogers realizzò 2 mete e ne trasformò 11, per un totale di 42 punti.
Rogers fu invitato, nel 2001 e nel 2004, dai Barbarians per due incontri internazionali, contro rispettivamente un XV dell'Australia e della Nuova Zelanda.
Fino a tutto il Super 14 2006 Rogers rimase nel rugby a 15, poi a partire dalla stagione 2006-07 tornò al XIII, nelle file dei Gold Coast Titans, formazione di National Rugby League che esordiva proprio quell'anno in tale competizione: nel XIII rimase fino a tutto il 2010, anno del suo annunciato ritiro, avvenuto ad agosto.
Rogers è sposato dal 2008 con la modella e presentatrice australiana Chloe Maxwell dalla quale ha avuto due figli; è padre di altre due figlie nate da una precedente relazione sentimentale.

## Palmarès
- Coppa del mondo: 1
Australia: 2000